# Lâm nghiệp xã hội
Lâm nghiệp xã hội là hoạt động lâm nghiệp và liên quan đến lâm nghiệp. Bao gồm mọi hình thức lôi quấn người dân tham gia trồng cây phát triển và bảo vệ rừng, sử dụng hợp lý tài nguyên rừng, không chỉ đáp ứng nhu cầu địa phương về các sản phẩm lâm nghiệp, các hoạt động dịch vụ, văn hóa, phòng hộ môi trường cũng như sinh thái cảnh quan và không ai khác mà chính họ là người được hưởng thụ và phân chia lợi ích trực tiếp hay gián tiếp thông qua các hoạt động đó.